# Великопольское восстание (1846)
Великопольское восстание 1846 года (пол. Powstanie wielkopolskie) — восстание против Прусского королевства, вспыхнувшее в Познани и в окрестной деревне Гурчин. Оно носил демократический характер и стремилось к созданию нового польского государства.

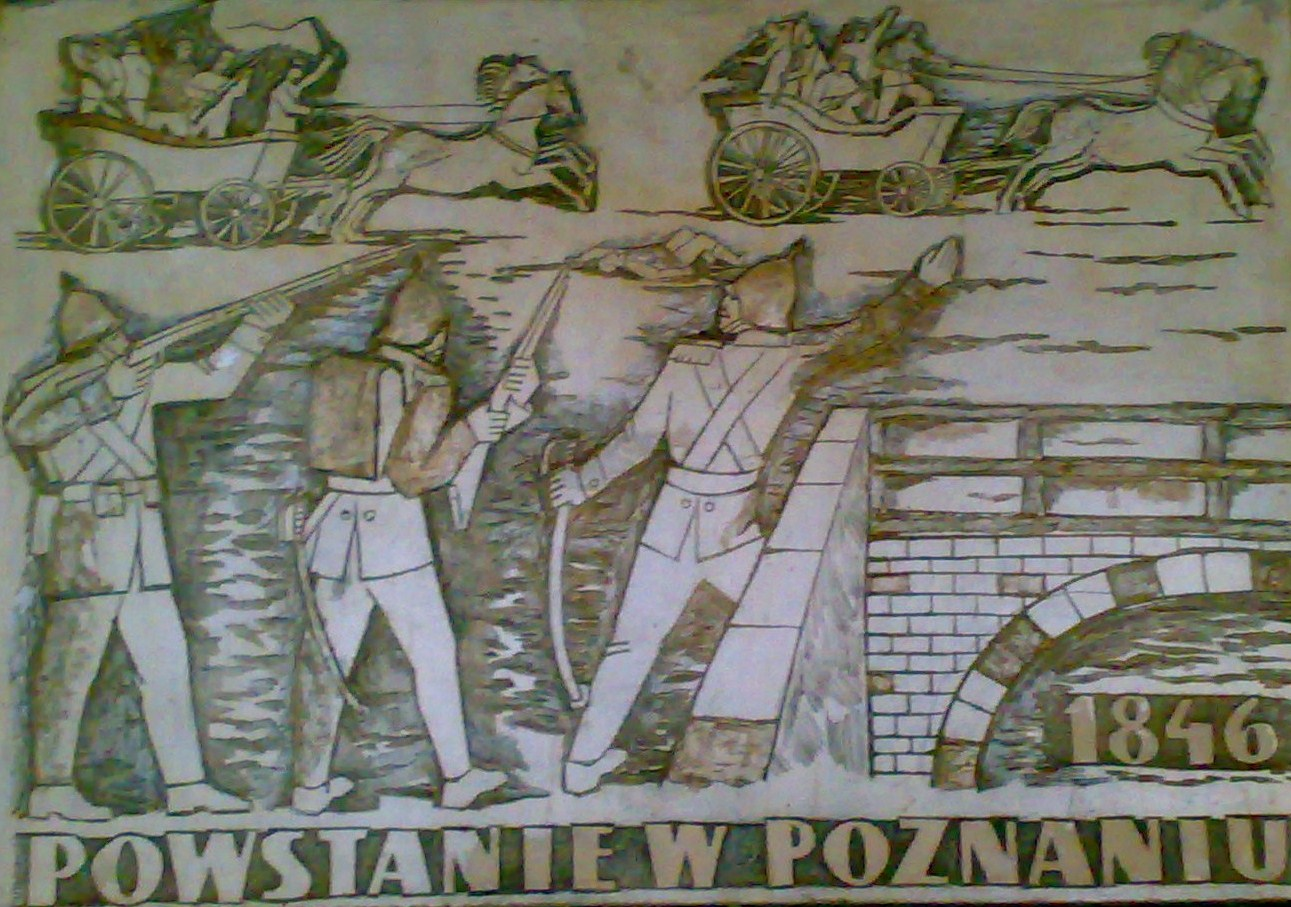
Памятная доска на Кайзеровском замке в Познани

За подготовкой восстания стояла организация под названием «Познанская централизация», которая была связана с Польским демократическим обществом, базирующимся в Париже. Движение возглавил Кароль Либельт. Датой начала восстания было назначено 22 февраля 1848 года. Планировалось одновременное восстание во всех трех частях (прусской, австрийской и российской) разделенной Польши. Датой начала восстания было назначено 22 февраля 1846 года. Однако этого так и не произошло, поскольку в ночь с 21 на 22 февраля были арестованы 70 ведущих руководителей заговора. Аресты были результатом доноса Хенрика Пониньского — активиста «Познанской централизации». Среди арестованных были Людвик Мерославский (который должен был возглавить все восстание) и Кароль Либельт.
Несмотря на аресты, 4 марта в Познани и окрестностях вспыхнули бои с прусскими войсками. Отряд из Корника под командованием лесника Тромпчиньского двинулись к познанской цитадели, чтобы освободить содержавшихся там заключенных. Он надеялся на поддержку бедняков города, настроенных революционно благодаря агитации Мерославского. Повстанцы были остановлены и разбиты у Хвалишевского моста.
Другая группа повстанцев — косиньеры во главе с Мацеем Палачем — захватила Гурчин и ждала приказа атаковать Познань. Однако приказ так и не поступил, и повстанцы были окружены и арестованы солдатами прусской армии.
Общество Людвика Мерославского также подготовило восстание в Кашубии и Кочеве, руководство которым принял Флориан Цейнова. После неудачного нападения 21-22 февраля на прусский гарнизон в Старогарде-Гданьском, Цейнова был арестован и приговорен к смертной казни, впоследствии замененной пожизненным заключением.
Третье великопольское восстание фактически закончилось в день своего возникновения и не принесло никакого результата, кроме арестов участников, но оно стало прелюдией к событиям, произошедшим два года спустя, четвёртому великопольскому восстанию 1848 года.